# قائمة المواقع والمعالم المصنفة في ولاية البليدة
هذه قائمة حصرية للمواقع الأثرية والمعالم التاريخية المصنفـــة حسب وزارة الثقافة والاتصال (الجزائر) لولاية البليدة
| رقم    | اسم                  | وصف | موقع | مدينة | قسم     | الإحداثيات | صورة        |
| ------ | -------------------- | --- | ---- | ----- | ------- | ---------- | ----------- |
| 09-001 | موقع الشريعة الطبيعي |     |      |       | البليدة |            | Upload file |